# Казанский национальный исследовательский технический университет
Казанский национальный исследовательский технический университет имени А. Н. Туполева — КАИ (тат. А. Н. Туполев исемендәге Казан милли тикшеренү техник университеты — КАИ), ранее — Казанский авиационный институт (тат. Казан авиация институты) — высшее учебное техническое заведение в Казани, Татарстан. Образован в 1932 году, статус университета получил в 1992 году. 7 октября 2009 года университет получил новый официальный статус национального исследовательского университета.

## История
5 марта 1932 года по совместному постановлению Главного управления авиационной промышленности (Глававиапрома) Наркомата тяжёлой промышленности и секретариата Татарского обкома ВКП(б) на базе аэродинамического отделения КГУ был основан Казанский авиационный институт. Ему было передано здание бывшей первой Казанской гимназии.
В первое время в институте было два отделения: самолётостроительное и аэродинамическое, причём первое создавалось за счёт перевода в институт всего контингента студентов, аспирантов и преподавателей аэродинамического отделения КГУ, а второе должно было быть сформировано за счёт перевода студентов из других вузов Казани.
Временное исполнение обязанностей директора КАИ по совместительству было возложено на директора КГУ Н-Б. З. Векслина (по совместительству). Заместителем директора по учебной и научной работе стал Н. Г. Четаев, помощник по административно-хозяйственной части М. Н. Попов.

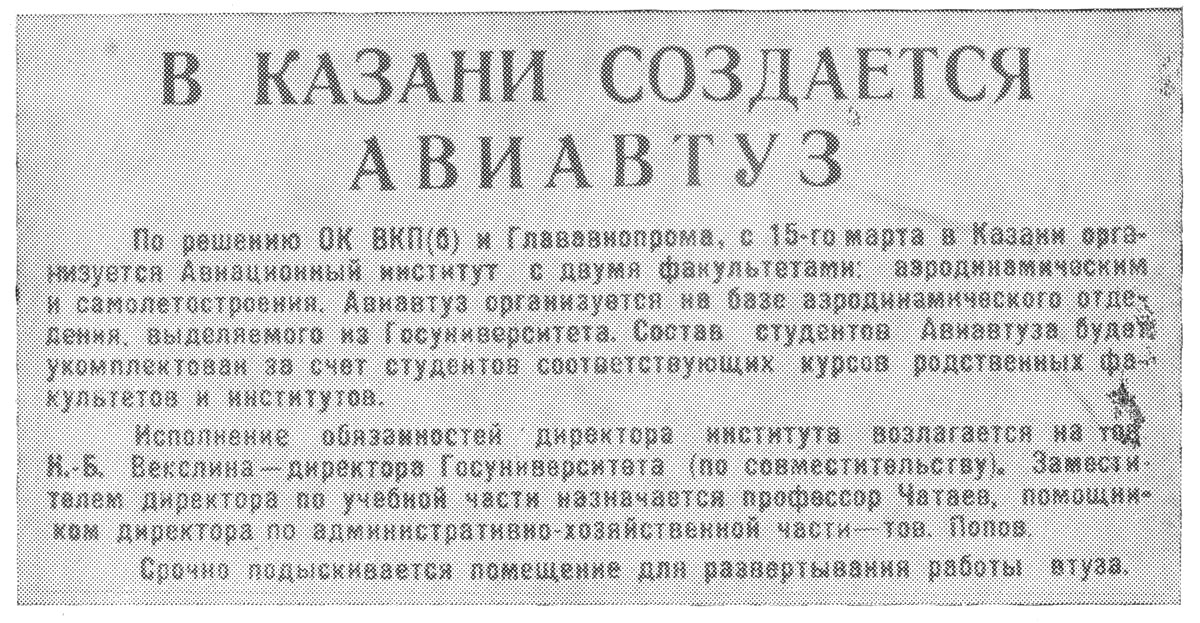
Заметка о создании КАИ в газете «Красная Татария» от 6 марта 1932 г.

Уже на следующий день после принятия решения об организации института, то есть 6 марта, состоялось совещание руководства КАИ, на котором были намечены первоочередные мероприятия: определены помещения университета, в которых институт начнет свою работу; создана приёмная комиссия по отбору кандидатов на самолётостроительное отделение из числа студентов казанских вузов; рассмотрен вопрос о возможности привлечения к работе в институте преподавателей и инженерно-технических работников из других вузов Казани; решено немедленно командировать Н. Г. Четаева в Москву для разработки совместно с Глававиапромом учебного плана и программ, а также для подбора преподавателей специальных дисциплин самолётостроительного отделения.
Помещение новому институту было выделено на углу улиц Чернышевского и Гостинодворской (ныне Кремлёвской и Чернышевского).

1. В соответствии с публикацией в «Красной Татарии» от 6 марта 1932 г. постановления ОК ВКП(б), выделить из состава КГУ аэродинамическое отделение, передав его полностью в распоряжение Директора Авиа-Института Глававиапрома после распоряжения Наркомпроса РСФСР.(…) 4. Для обеспечения бесперебойной учебной работы на аэродинамическом отделении (АО) Авиа-Института передать в его пользование помещение, занимаемое АО КГУ в бывшем механическом кабинете (1-й этаж здания бывшей Ректорской квартиры), до полного размещения института в специально отведенном для него здании.
— Приказ по КГУ от 9 марта 1932 года
Из-за нехватки места начальнику Главного управления авиапромышленности Баранову П. И. из КАИ была отправлена докладная записка с требованием о содействии в переезде не позже 15 мая в здание бывшего Лесотехнического института на улице Карла Маркса (ныне 1-е здание КНИТУ-КАИ). 8 апреля приказано было передать в КАИ первый поток АО физмата, о чём и гласил протокол заседания при первом директоре КАИ Векслине Нансоне-Бер Залмановиче (по совместительству директор КГУ).
Первыми преподавателями КАИ в апреле 1932 года были зачислены Н. Г. Четаев, П. А. Широков, Е. И. Григорьев, Ю. А. Радциг, Б. М. Столбов, Н. И. Двинянинов, В. Г. Войдинов.
В мае 1932 года был издан приказ об организации первых кафедр института: аэродинамики, строительной механики, математики, теоретической механики, объединённой кафедры общественных дисциплин и кафедры языков.
В июне 1932 года приказом Глававиапрома выпускник Новочеркасского авиационного института С. П. Гудзик был назначен первым директором КАИ. Быстро рос контингент студентов. Если в марте занятия на первых трех курсах начали
три группы аэродинамического отделения, то к июлю 1932 года в институте обучалось уже девять групп с общим количеством студентов 202 человека.
В августе 1932 года были проведены первые вступительные экзамены в институт и к 1 сентября число студентов составило около 600 человек.
Профессорско-преподавательский состав пополнялся за счет приглашенных опытных педагогов по физико-математическим и общеинженерным дисциплинам из КГУ, вузов и предприятий Казани и других городов: Н. Г. Чеботарев, Н. Н. Парфентьев, В. А. Яблоков, К. А. Архипов, Х. М. Муштари, И. Г. Малкин, К. П. Персидский, Б. М. Гагаев, А. В. Болгарский, С. Ф. Лебедев, И. Д. Адо, Б. Л. Лаптев, Л. И. Столов и другие.
В 1933 году в институте начали издаваться «Труды КАИ» — сборники научных статей. Первые защиты кандидатских диссертаций также начались в 1933 году. В период до 1941 года кандидатские и докторские диссертации защитили Г. В. Каменков (в будущем ректор МАИ), Х. М. Муштари, И. Г. Малкин и др.
В этом же году наряду с организацией учебного процесса в институте начались работы по проектированию и изготовлению летальных аппаратов.
В 1934 году на основе самолётостроительного и аэродинамического отделений был открыт самолётостроительный факультет, первым деканом которого был К. А. Архипов.
С начала существования института в нём велись и научно-исследовательские работы. В частности Н. Г. Четаевым была создана научная школа общей механики. Развитие данного направления не осталось незамеченным и в 1940 году Четаева переводят в работу в Москву, где в 1944 году он становится директором института Механики АН СССР.
Среди конструкторских разработок можно отметить созданные в 1933—1939 годах в ОКБ КАИ одно- и двухмоторные самолёты, на которых установлены несколько официальных рекордов.
С 1939 года в КАИ функционирует моторостроительный факультет (первый декан — Чусляев А. А.). Заведующим кафедрой авиадвигателей назначили С. В. Румянцева, ставшего впоследствии ректором КАИ, а затем — заместителем министра высшего образования СССР, ректор Университета Дружбы Народов имени Патриса Лумумбы.

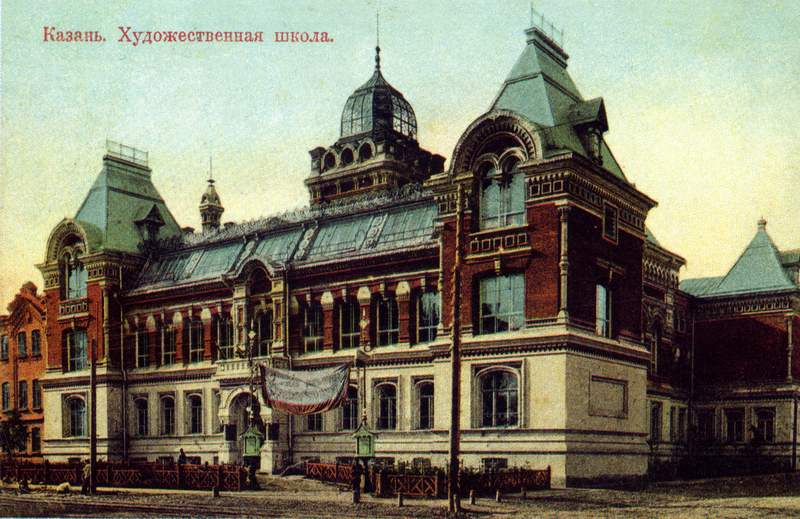
Главный фасад Казанской художественной школы на дореволюционной открытке. С 1941 по 2003 годы — второе здание КАИ

Во время Великой Отечественной войны КАИ принял ряд эвакуированных подразделений и лабораторий Института Физики АН СССР, ЦАГИ, Лётно-исследовательского института (ЛИИ), Научно-исследовательского института ГВФ, а также весь состав Харьковского авиационного института. В период с 1941 по 1943 год в стенах КАИ вели работы ведущие учёные-аэродинамики А. А. Дородницын, С. А. Христианович, В. В. Струминский во главе с будущим президентом АН СССР М. В. Келдышем.
В 1945 году в институте была организована кафедра реактивных двигателей — единственная среди вузов страны. Заведующим кафедры был приглашён будущий академик В. П. Глушко, а в числе первых преподавателей стали С. П. Королёв, Г. С. Жирицкий.
Развитие авиации сподвигло к созданию новых факультетов: в 1951 году факультет авиационного приборостроения, (первый декан — В. В. Максимов), в 1952 году — факультет авиационной радиотехники, который вскоре стал крупнейшим в институте (первый декан — В. И. Поповкин).
В середине 1950-х годов получили всесоюзное признание такие научные школы, как устойчивость движения, прочность авиационных конструкций, оптимальные процессы, авиационное двигателестроение, прогрессивные технологические процессы и др. Как результат их работы и признание достижений явилось то, что в 1956 году в КАИ был образован Совет по присуждению учёной степени доктора наук.
С 1958 года начался выпуск новой научной серии журналов «Известия высших учебных заведений». За направление, «Авиационная техника» отвечающее за авиацию, ответственность была возложена на институт. Выпуск журнала осуществляется и сегодня, при этом журнал распространяется в 30 странах мира, и, в частности, на английском языке издаётся в США как «Soviet Aeronautic».
В 1967 году за большие заслуги в подготовке инженерных кадров и развитие научных исследований институт был награждён орденом Трудового Красного Знамени.

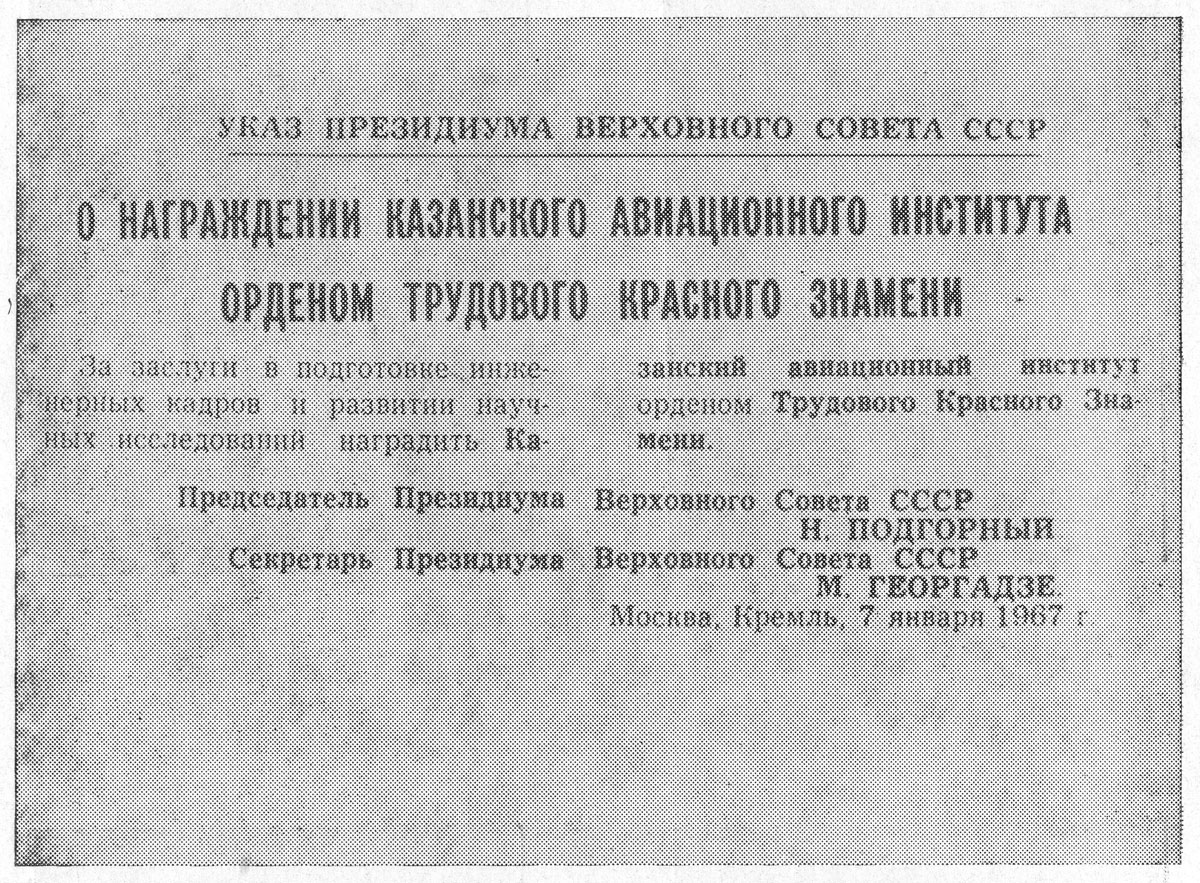
Указ о награждении КАИ орденом Трудового Красного Знамени, 7 января 1967 г.

Развитие информационных технологий сподвигло к открытию факультета вычислительных и управляющих систем (первый декан с 1972 года — Кожевников Ю. В.). В 1973 году институт получил имя выдающегося советского авиаконструктора А. Н. Туполева. В марте 1982 года институт награждён орденом Дружбы народов в честь 50-летнего юбилея учебного заведения.
В годы перестройки институт начал глобальные реорганизационные работы, и в 1987 году впервые в вузах города провёл выборы ректора. Первым альтернативным ректором стал профессор Г. Л. Дегтярёв — к 2012 году — Президент университета.
В 1991 году в институте основан новый факультет управления, экономики, финансов и предпринимательства (первый декан — Т. К. Сиразетдинов).
В 1992 году университет награждён Почётной грамотой Президиума Верховного совета Российской Федерации.
Процессы реорганизации, начатые в 1980-х годах продолжились и в 1990-х. Так в 1992 году Казанский авиационный институт преобразован в Казанский государственный технический университет (КГТУ). Став техническим университетом, КАИ начал расширять направления и специальности высшего образования. В 1992 году был создан Центр непрерывного образования (ЦНО) — первый директор А. К. Ватолин. В 1995 году в университете был сформирован гуманитарный факультет (первый декан — Д. К. Сабирова), в 2000 году — факультет физико-математической подготовки (первый декан — К. Г. Гараев), в 2003 году — факультет экономической теории и права (декан А. Ш. Хасанова) и факультет психологии и делового администрирования (декан Р. В. Габдреев).

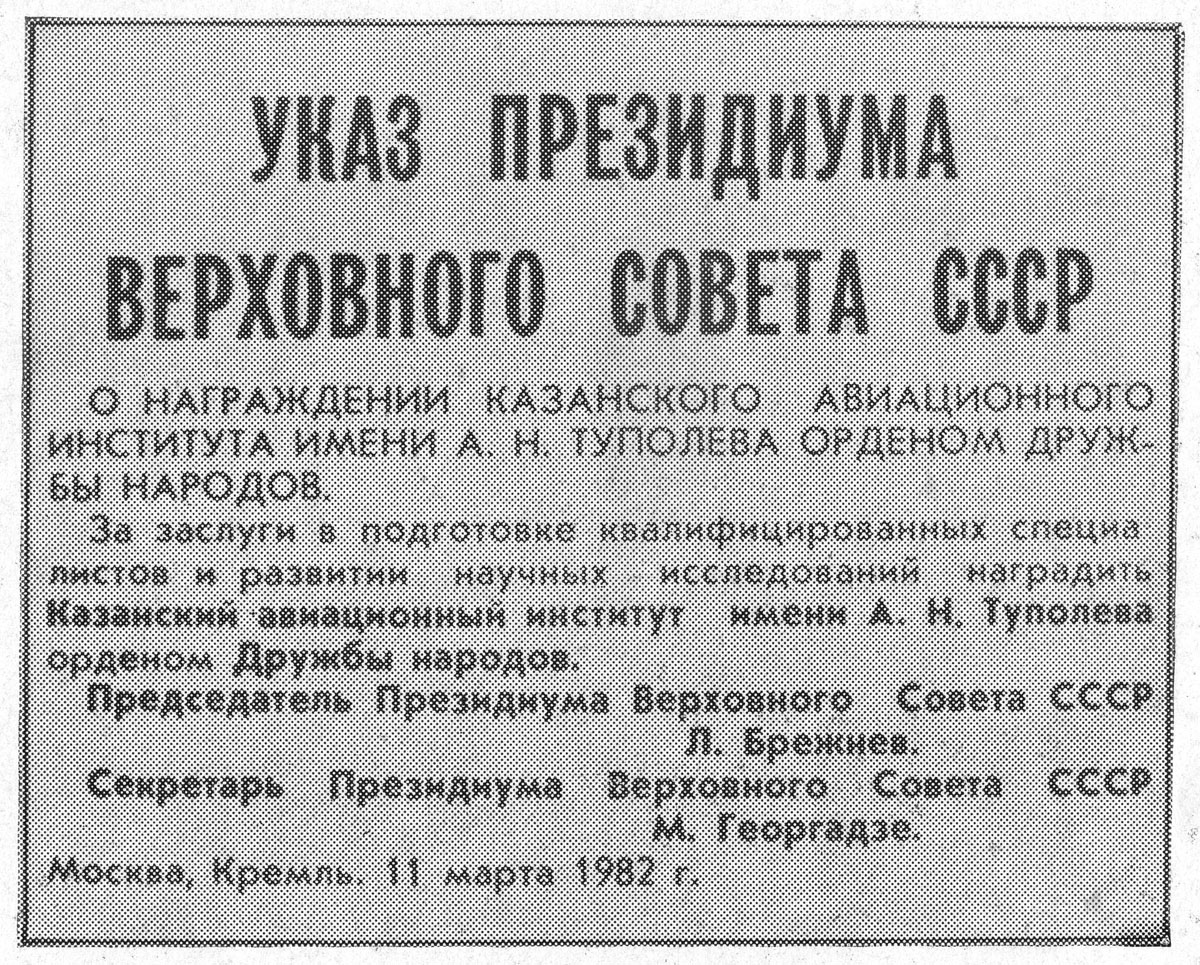
Указ о награждении КАИ Орденом дружбы народов, 11 марта 1982 года

В 1999 году на базе факультетов летательных аппаратов и двигателей летательных аппаратов образован институт авиации, наземного транспорта и энергетики (ИАНТЭ). Первый директор — А. Ф. Дрегалин. Начато использование многоуровневой системы подготовки специалистов: специалист-инженер, бакалавр и магистр.
Дальнейшая реструктуризация привела к тому, что в 2003 году на базе радиотехнического факультета был образован институт радиоэлектроники и телекоммуникаций (ИРЭТ), директор Г. И. Щербаков. Далее сформировались и другие институты: автоматики и электронного приборостроения, технической кибернетики и информатики, инженерно-экономический, социальных технологий, бизнеса и инновационных технологий.
21 мая 2013 года по инициативе Зеленодольского завода имени Горького в университете открыт Центр кораблестроения.
2 сентября 2014 года на основе сотрудничества КНИТУ-КАИ и двух университетов Германии — Технического университета города Ильменау и Университета Отто фон Герике города Магдебург — открылся Германо-российский институт новых технологий (ГРИНТ) (англ. German-Russian Institute of Advanced Technologies (GRIAT)).
1 сентября 2015 года на базе университета открылся Инженерный лицей КНИТУ-КАИ. Его особенностьо заключается в том, что дети с 7-го по 11-й класс помимо изучения классических школьных предметов получают начальную инженерно-техническую и физико-математическую подготовку. В январе 2016 года на базе МАОУ «Лицей № 121» (Центр образования № 178) при поддержке Казанского национального исследовательского технического университета им. А. Н. Туполева (КНИТУ-КАИ) открылся «Лицей — инженерный центр».

## Учебные здания
Изначально институт располагался в здании бывшего Лесотехнического института на улице Карла Маркса (ныне 1-е здание КНИТУ-КАИ). Со временем КАИ стало принадлежать восемь кампусов по всей Казани.

1-е здание КАИ (бывшее Здание Первой казанской гимназии)
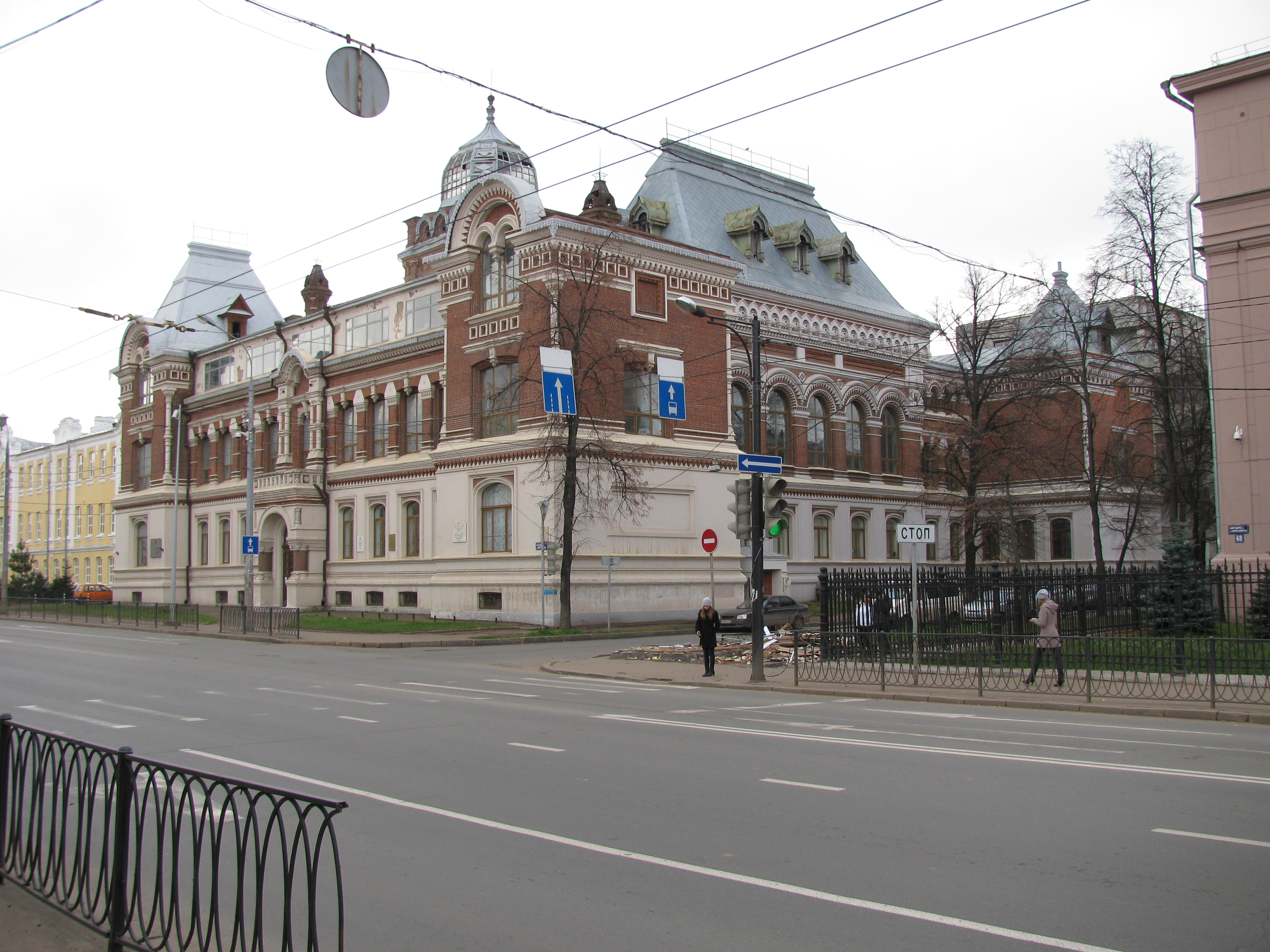
Казанская художественная школа. С 1941 по 2003 годы — второе здание КАИ
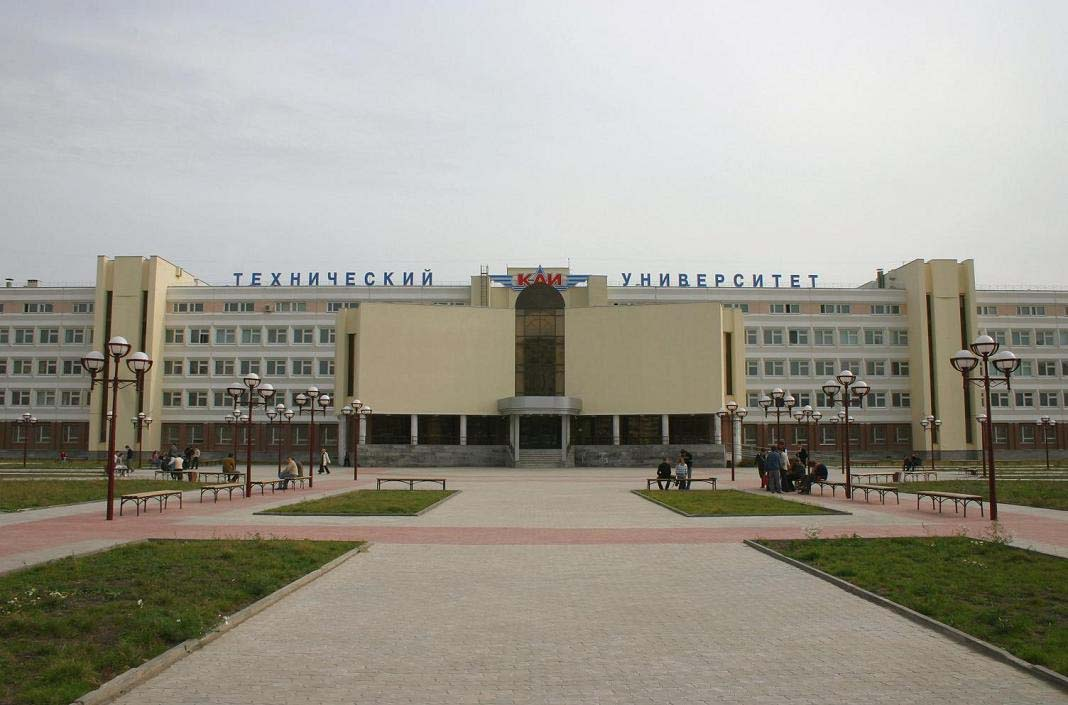
Вид на вход во 2-е здание КАИ
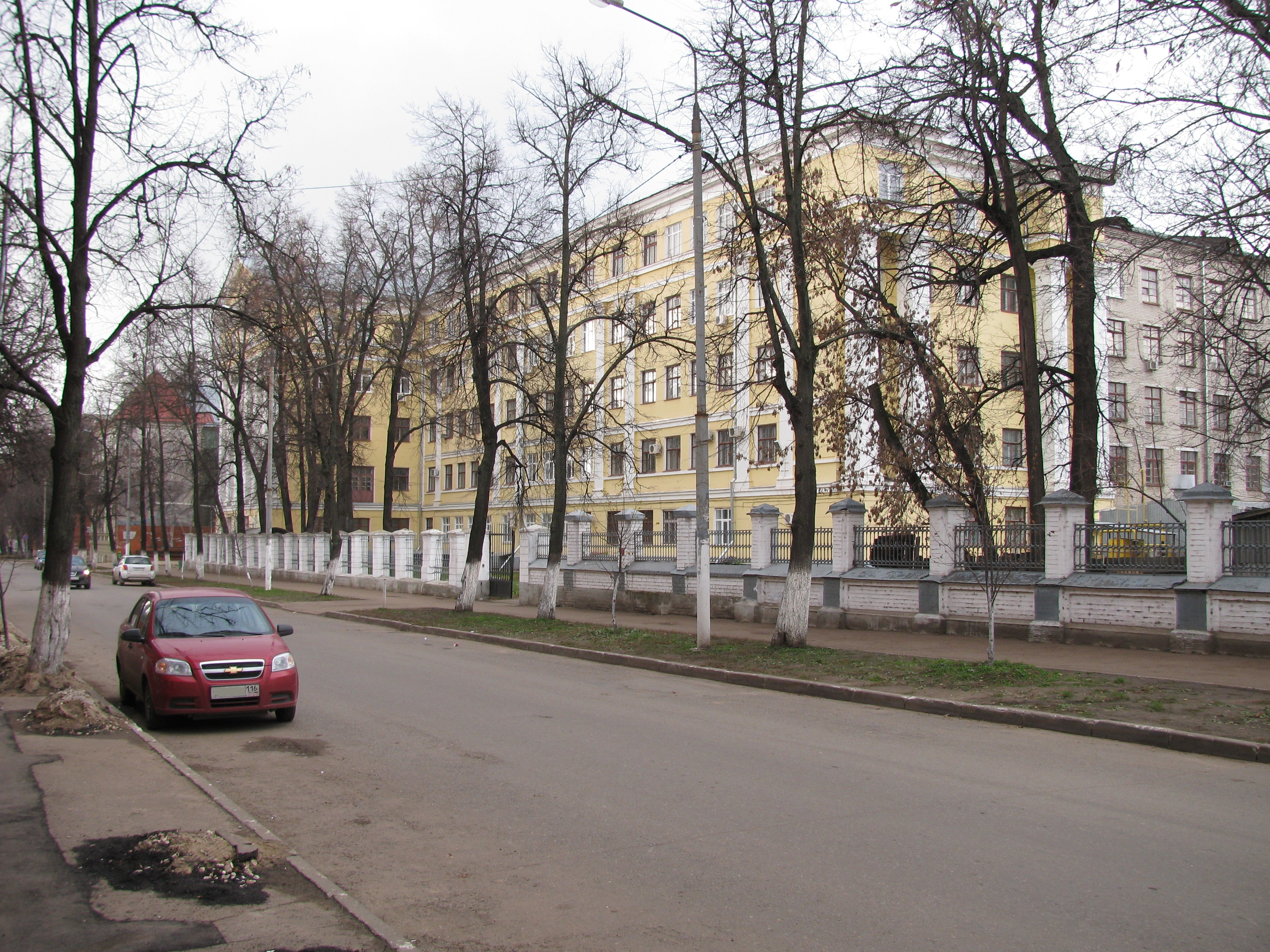
3-е здание КАИ
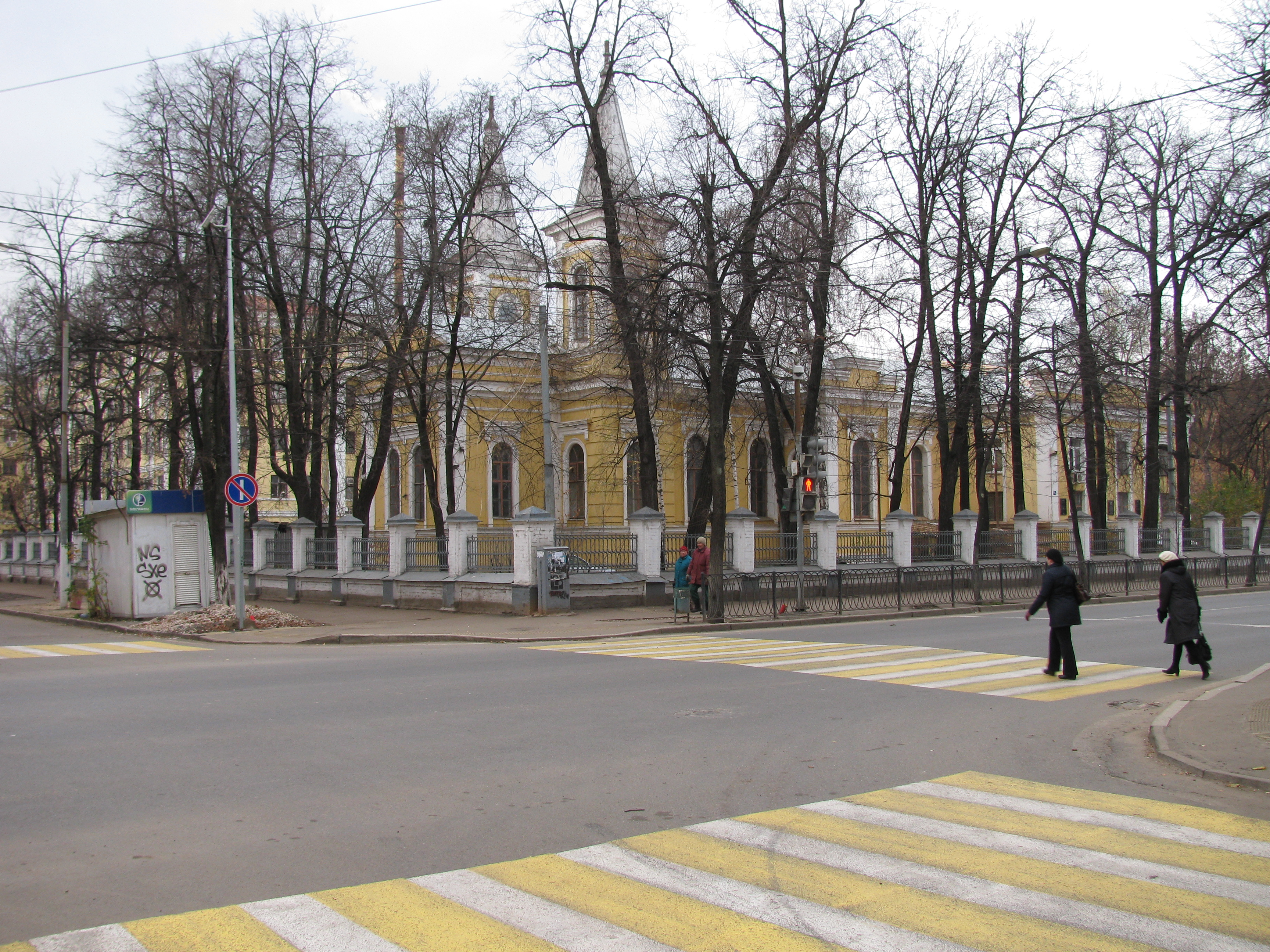
4-е здание КАИ
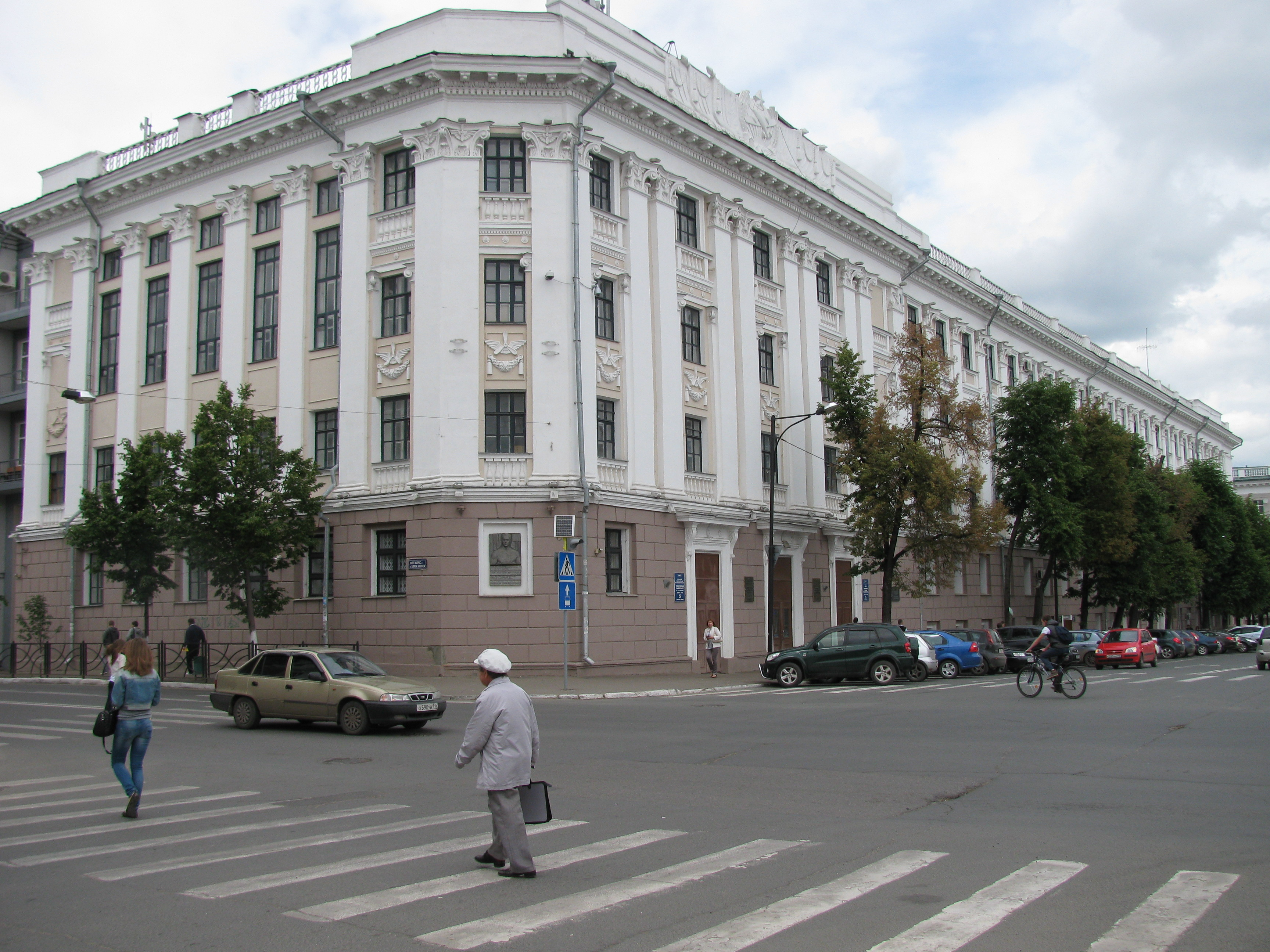
5-е здание КАИ
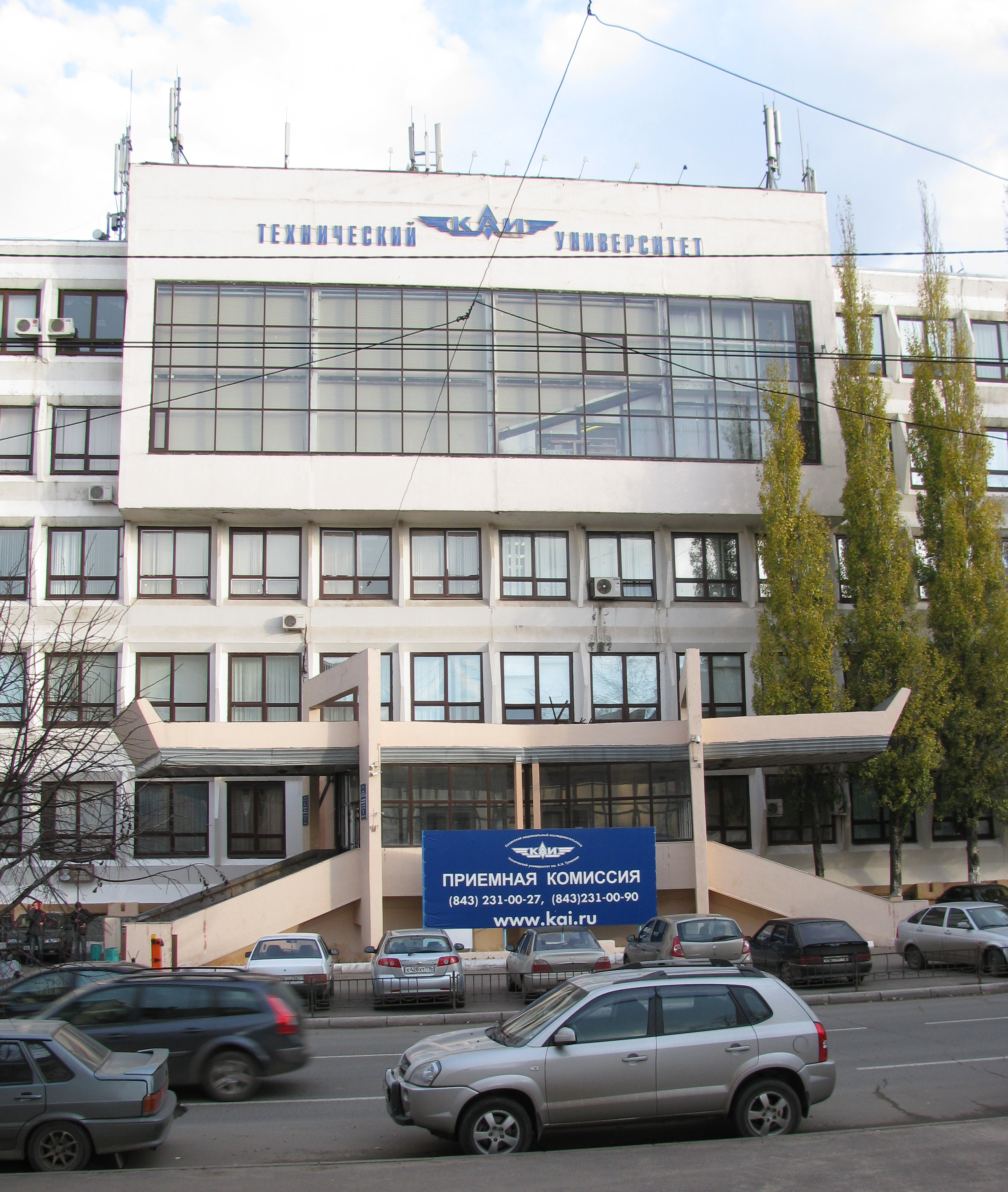
Главный вход в 7-е здание КАИ
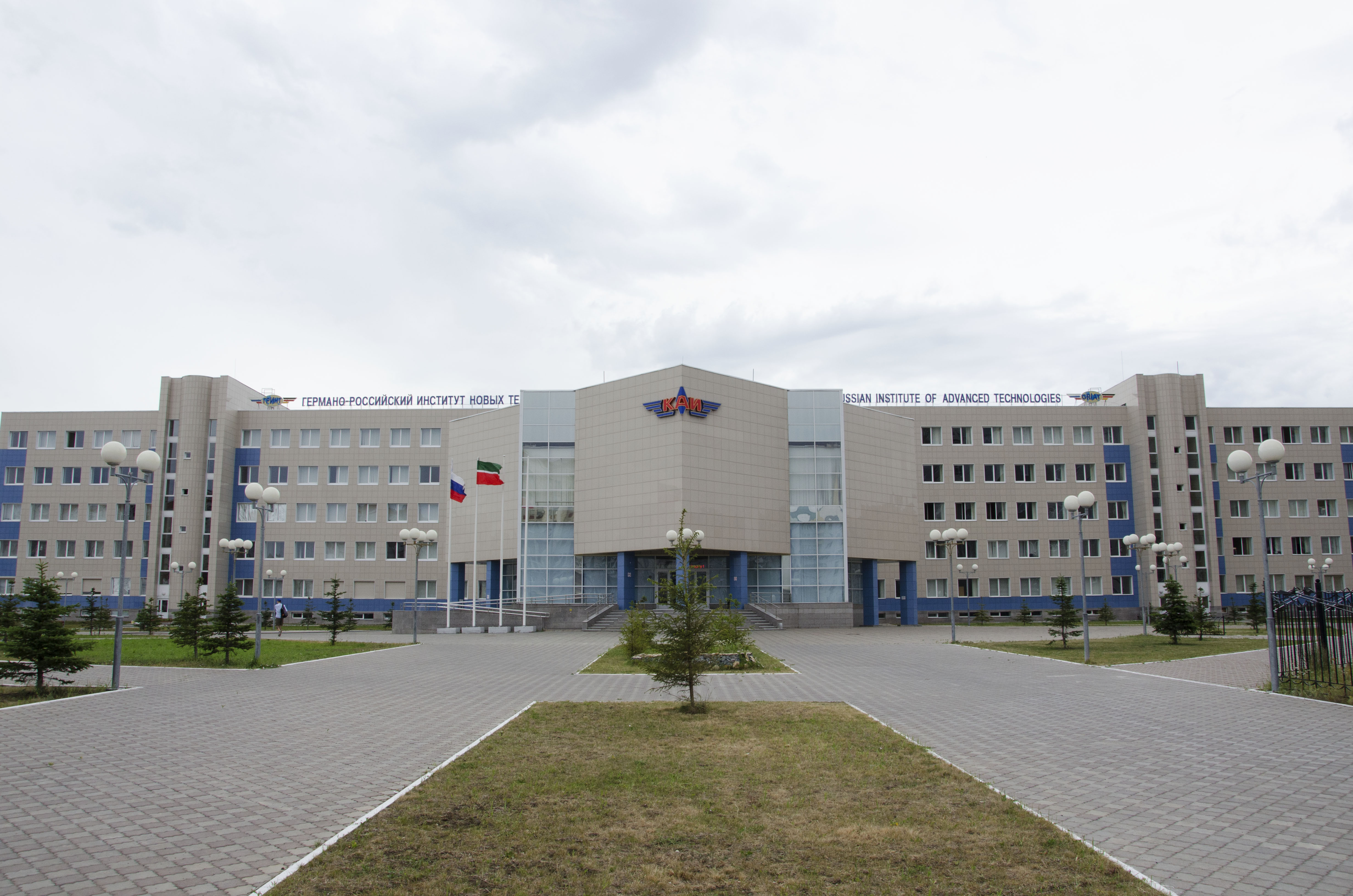
8-е здание КАИ (бывший Германо-Российский институт новых технологий, теперь Китайско-Российский Инженерный Институт)

## Ректоры
- Четаев Николай Гурьевич — основатель Казанского авиационного института
- Векслин Нансон-Бер Залманович (06.03.1932 — 02.07.1932)
- Гудзик Сергей Петрович (02.07.1932 — 17.08.1936), репрессирован в 1936 году[17]
- Богданов И.И (30.09.1936 — 11.06.1938)
- Шохов И. С. (11.06.1938 — 18.08.1942)
- Ильин П. А. (18.08.1942 — 26.07.1944)
- Каменков Г. В. (26.07.1944 — 09.07.1949)
- Румянцев, Сергей Васильевич (04.10.1949 — 01.10.1953)
- Застела Юрий Кириллович (01.10.1953 — 16.01.1967)
- Нигматуллин Рашид Шакирович (16.01.1967 — 01.07.1977)[18]
- Кожевников Юрий Васильевич (07.01.1977 — 08.02.1987)
- Дегтярёв Геннадий Лукич (16.07.1987 — 20.04.2007)
- Гортышов Юрий Фёдорович (16.07.2007 — 2011)
- Абруков Николай Ремович, и. о. ректора (2011 — сентябрь 2012)[19]
- Гильмутдинов Альберт Харисович (сентябрь 2012—2021)[20]
- Алибаев Тимур Лазович, и. о. ректора (30.04.2021 — 07.04.2023)[21][22], ректор (07.04.2023 - 17.02.2025)[23]
- Охоткин Кирилл Германович, и. о. ректора с 18.02.2025

## Учебные подразделения
- Кафедра автомобильных двигателей и сервиса (АДиС)
- Кафедра аэрогидродинамики (АГД)
- Кафедра «Вертолётостроение»
- Кафедра конструкции и проектирования летательных аппаратов (КиПЛА)
- Кафедра материаловедения, сварки и производственной безопасности (МС и ПБ)
- Кафедра машиноведения и инженерной графики (МиИГ)
- Кафедра производства летательных аппаратов (ПЛА)
- Кафедра прочности конструкций (ПК)
- Кафедра реактивных двигателей и энергетических установок (РДиЭУ)
- Кафедра технологии машиностроительных производств (ТМП)
- Кафедра теплотехники и энергетического машиностроения (ТиЭМ)
- Отделение СПО ИАНТЭ «Технический колледж»
- Высшая школа технологий и менеджмента(ВШТМ - ИАНТЭ)
- Студенческое конструкторское бюро «Дельта»
- Научно-технический центр «КАИ-Автоцентр»
- Авиамодельная лаборатория
- Учебно-исследовательский центр «Технолог»

- Кафедра автоматики и управления
- Кафедра оптико-электронных систем
- Кафедра приборов и информационно-измерительных систем
- Кафедра стандартизации, сертификации и технологического менеджмента
- Кафедра общей химии и экологии
- Кафедра электрооборудования
- Кафедра промышленной и экологической безопасности

- Кафедра компьютерных систем
- Кафедра систем информационной безопасности
- Кафедра систем автоматизированного проектирования
- Кафедра автоматизированных систем обработки информации и управления
- Кафедра прикладной математики и информатики
- Кафедра динамики процессов и управления
- Колледж информационных технологий

- Кафедра радиоэлектронных и телекоммуникационных систем (РТС)
- Кафедра радиоэлектронных и квантовых устройств (РЭКУ)
- Кафедра радиоэлектроники и информационно-измерительной техники (РИИТ)
- Кафедра радиофотоники и микроволновых технологий (РФМТ)
- Кафедра нанотехнологии в электронике (НТвЭ)
- Кафедра конструирования и технологии производства электронных средств (КиТПЭС)

- Кафедра экономической теории и управления ресурсами (ЭТиУР)
- Кафедра экономики и управления на предприятии (ЭУП)
- Кафедра социологии, политологии и менеджмента (СПиМ)
- Кафедра философии
- Кафедра иностранных языков, русского и русского как иностранного (ИЯРиРкИ)
- Кафедра физической культуры и спорта (ФКиС)
- Кафедра цифровой экономики (ЦЭ)

Высшая школа прикладных информационных технологий – это образовательная программа КНИТУ-КАИ, которая построена на основе внешнего запроса ИТ-индустрии. Основной целью программы является подготовка специалистов в сфере ИТ, которые соответствуют актуальным требованиям рынка, а также технологических предпринимателей. Начало приёма абитуриентов – 2021 год.
- Кафедра специальной математики (СМ)
- Кафедра лазерных технологий (ЛТ)
- Кафедра общей физики (ОФ)
- Кафедра технической физики (ТФ)
- Кафедра теоретической и прикладной механики и математики (ТиПМиМ)

- Институт повышения квалификации и переподготовки педагогических кадров (ИППК)
- Учебно-инновационный центр «Академия информационных технологий» (УИЦ «АИТ»)
- Центр «Эксперт»
- Учебно-исследовательский центр «Технолог»
- Учебный научно-производственный центр «Энерготех»
- Учебный центр «Автомобили и автомобильное хозяйство» (УИЦ «АиАХ»)
- Учебный центр «Альбатрос»
- Учебно-методический центр «Методолог»
- Центр «Инжэкол-М»
- Учебно-методический центр «Организация производства»
- Образовательный центр «Профессионал»
- Центр дистанционных автоматизированных учебных лабораторий («ЦДАУЛ»)

Центр предоставляет услуги повышения квалификации, дополнительного образования и довузовского образования.
В центре люди с ограниченными возможностями здоровья по слуху могут получить образования по техническим специальностям "Радиотехника", "Материаловедение и технологии материалов", "Информатика и вычислительная техника".
Образовательное учреждение для школьников 5-11 классов с функцией проживания на территории.

## Филиалы
- Альметьевский филиал
- Чистопольский филиал «Восток»
- Лениногорский филиал
- Набережночелнинский филиал

## Рейтинги
В 2014 году агентство «Эксперт РА» включило вуз в список лучших учебных заведений Содружества Независимых Государств, где ему был присвоен рейтинговый класс «D».
В 2018 году вуз получил 4 звезды в престижном мировом рейтинге QS Stars.
В 2022 году вуз вошел в Международный рейтинг «Три миссии университета», где занял позицию в диапазоне 1201—1300 (54-62 место среди российских вузов)
Также в 2022 году занял 45 место в рейтинге RAEX «100 лучших вузов России».

### Предметные рейтинги RAEX
- 4-е место в направлении «Авиационная и ракетно-космическая техника»[29]
- 12-е место в направлении «Энергетическое машиностроение и электротехника»[30]
- 16-е место в направлении «Технологии материалов»[31]
- 20-е место в направлении «Машиностроение и робототехника»[32]